# Kamieniec (województwo zachodniopomorskie)
Kamieniec (do 1945 niem. Schöningen) – wieś w Polsce położona na Wzniesieniach Szczecińskich w województwie zachodniopomorskim, w powiecie polickim, w gminie Kołbaskowo, w odległości 16 km na południowy zachód od Szczecina przy drodze lokalnej z Kołbaskowa do Pargowa, w pobliżu granicy z Niemcami.
W latach 1975–1998 miejscowość położona była w województwie szczecińskim.

## Historia

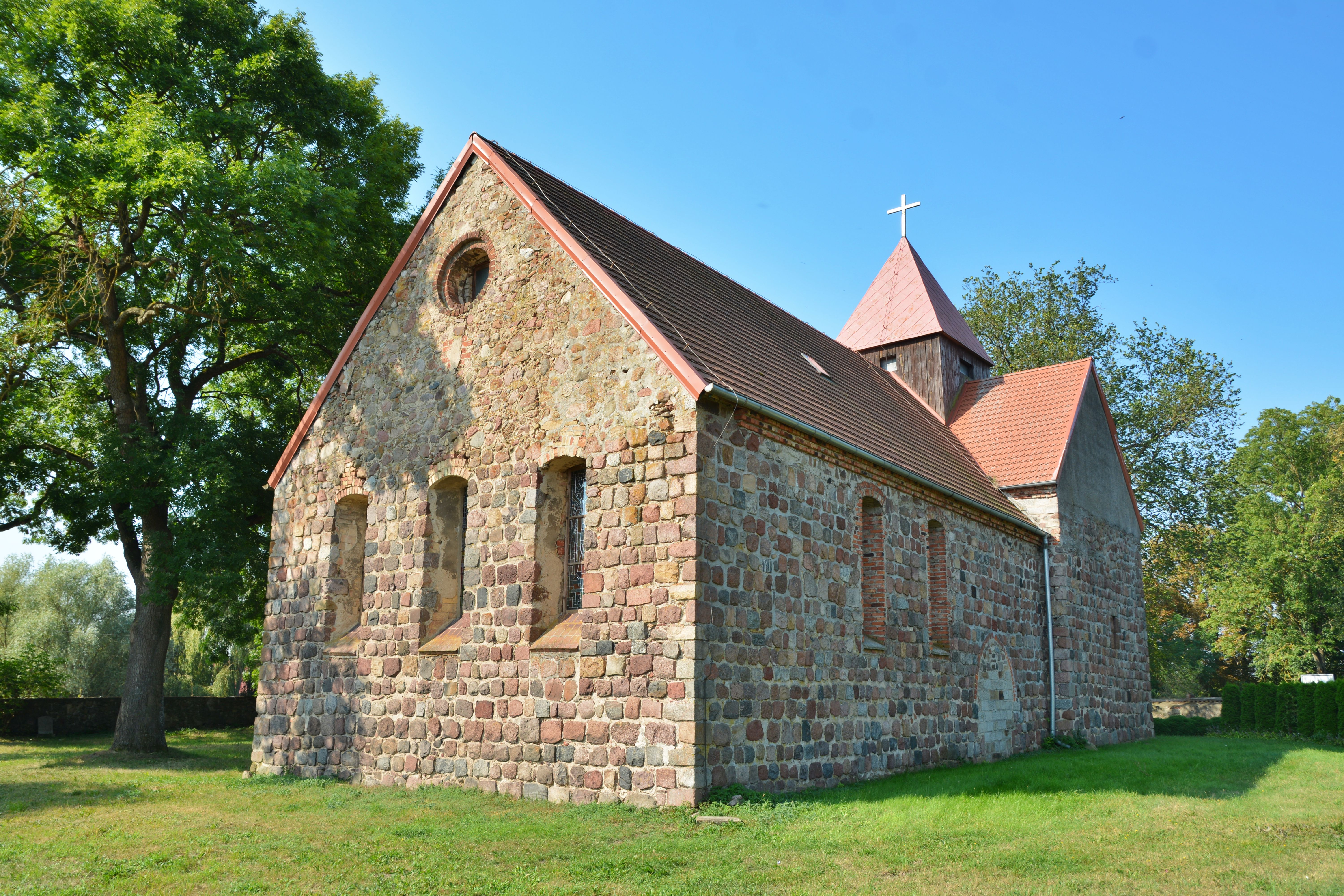
Kościół w Kamieńcu

W rejonie wsi ciągłość osadnicza trwa od okresu kultury łużyckiej. Na wzniesieniu zwanym Świętą Górą (45 m n.p.m.) odkryto pozostałości grodziska wczesnośredniowiecznego z IX-X wieku. Również w pobliżu dzisiejszego Kamieńca, na zachodnich stokach morenowego Wału Bezleśnego, rozciągającego się na przestrzeni kilkunastu kilometrów – od Bezrzecza do brzegu Odry Zachodniej w Siadle Dolnym, odkryto pozostałości osad. W okolicy wsi znaleziono ponad czterokilogramowy skarb monet i ozdób z początku XI wieku świadczący o istniejącym pradawnym szlaku handlowym wzdłuż Odry. W 1124 roku przebywała tu misja chrystianizacyjna biskupa Ottona z Bambergu. Wieś opustoszała na przełomie XI i XII wieku.
Pierwsze udokumentowane wzmianki o wsi pochodzą z 1203 roku, kiedy to była własnością biskupa kamieńskiego. Od roku 1243 dziesięcinę ze wsi pobierał szczeciński klasztor cysterek, a od 1300 kościół św. Jakuba ze Szczecina.
W latach 1945–2002 we wsi zlokalizowana była Strażnica WOP/SG Kamieniec.

## Zabytki
We wsi znajduje się XIII-wieczny kościół Bożego Ciała wzniesiony z ciosanego kamienia.

## Transport
Kamieniec połączony jest ze Szczecinem miejską linią autobusową.